# Linda Perry
Linda Perry (Springfield, Massachusetts, 15 d'abril de 1965) és una cantant de rock, escriptora i productora musical nord-americana.
Perry va formar dues companyies discogràfiques i es va convertir en una de les empresàries més importants de la indústria musical, responsable d'èxits de cantants com Gwen Stefani, Pink i Christina Aguilera. Perry, també, ha contribuït en els àlbums d'estudi de les cantants Courtney Love i Kelly Osbourne. El seu segell discogràfic Rockstar Records, en aliança amb Interscope Records, distribueixen a artistes com James Blunt.

## Inicis
Linda Perry va néixer el 15 d'abril de 1965 a Massachusetts. De pare portuguès i mare brasilera. Des de jove va mostrar interès per la música. Durant la seva adolescència, va tenir problemes de drogoaddicció. Va tractar de formar diverses bandes a San Diego, Califòrnia però no van donar resultat. A finals dels anys 80 es va mudar a San Francisco on va entrar a una clínica de rehabilitació i va decidir tirar endavant la seva pròpia carrera, estudiant classes de cant per millorar la seva veu. Finalment va començar a cantar a bars, clubs i cafeteries de la ciutat.

## Carrera musical

### Carrera amb 4 Non Blondes
El 1990 va conèixer a la baixista Christa Hillhouse, qui li va demanar que entrés al seu grup 4 Non Blondes, perquè participés com a cantant i compositora. Dos anys després, va signar un contracte amb la discogràfica Interscope Records i van llançar el seu primer àlbum, anomenat Bigger, Better, Faster, More!, obtenint gran reconeixement pel senzill «What's Up?».
La banda es va dissoldre el 1995, perquè Perry volia cantar altres gèneres musicals, i els seus companys volien seguir amb el mateix estil musical.

### Carrera com a solista
Més tard, i un cop separat el grup, el 1996, va llançar el seu primer àlbum d'estudi com a solista, titulat In Flight. No va ser molt reeixit, tot i que Perry va fer un gran nombre de concerts i gires, a més de presentar-se al show d'Howard Stern. El 1997 i 1998 va ser l'amfitriona de Bay Area Music Awards.
El 1997, va llançar un nou projecte de producció, a càrrec de la comèdia Pink as The Day She Was Born. Aquest mateix any, Perry va fundar la companyia discogràfica Rockstar Records. L'empresa va ser idealitzada per a poder llançar al mercat l'àlbum d'una banda, la qual ella admirava, anomenada Stone Fox. De la mateixa manera, va assessorar i va comercialitzar la música de la banda Lane Blacktop.
Diversos anys després, el 1999, Perry va llançar, sota el seu segell discogràfic, un segon àlbum d'estudi com a solista, anomenat After Hours. El 2001 i a causa del fracàs de la seva producció anterior, va decidir crear un nou àlbum amb alguna discogràfica coneguda. El seu següent material discogràfic va ser per a la cantant Pink, qui va obtenir la seva ajuda en un àlbum d'estudi, M!ssundaztood. Si no hagués col·laborat en aquest àlbum, mai hauria treballat amb Christina Aguilera en el seu segon disc d'estudi. D'aquesta manera, va escriure dues cançons anomenades «Beautiful» i «Cruz». Perry va anar a la discogràfica RCA ion la van contractar com a compositora per Sony BMG. Les dues cançons van ser triades per formar part de l'àlbum Stripped de Christina Aguilera. A causa de l'èxit de «Beautiful» i la seva acceptació crítica, la companyia discogràfica Universal Music Group la va tornar a buscar per mitjà d'Interscope, i va rebre un nou contracte. Actualment, es troba component i produint en ambdues companyies discogràfiques.
Eventualment, va col·laborar amb els dos projectes solistes de la cantant nord-americana Gwen Stefani (Love, Angel, Music, Baby i The Sweet Escape).
Finalment, va tornar a treballar amb Christina Aguilera i va compondre al seu costat més de cinc cançons, un disc propi que va ser llançat com el Disc 2, Old School de l'àlbum d'estudi doble Back to Basics.
El 2010, va treballar de nou amb Christina Aguilera en l'àlbum Bionic, component el tema Lift Me Up, el qual va ser utilitzat en l'esdeveniment Hope For Haiti a principis del 2010 per ajudar els damnificats d'Haití. A més en aquell mateix any va treballar amb la cantant, model i actriu, Sky Ferreira en el seu àlbum debut As If!, les cançons compostes per Perry no van ser seleccionades per a l'àlbum format EP, i van ser integrades en la versió d'estudi, llançada l'any 2012.

### Produccions notables
- 1994. «What's Up» (Primer senzill de la banda 4 Non Blondes)
- 2001. «Get the Party Started» - M!ssundaztood de Pink
- 2002. «Beautiful» - Stripped de Christina Aguilera
- 2004. «What You Waiting For?» - Love. Angel. Music. Baby. de Gwen Stefani
- 2004. «Mico» - America's Sweetheart de Courtney Love
- 2005. «One Word» - Sleeping in the Nothing de Kelly Osbourne
- 2006. «Hurt» - Back to Basics de Christina Aguilera
- 2007. «Wonderful Life» - The Sweet Escape de Gwen Stefani
- 2007. «Superwoman» - As I Am d'Alicia Keys
- 2008. «My love» - Taking Chances de Céline Dion
- 2008. «Il Cuore Assente» - Gaetana de Giusy Ferreri
- 2010. «Lift Me Up» - Bionic de Christina Aguilera
- 2010. «Letter to God» - Nobody's Daughter de Hole
- 2011-12 «Put Your Hearts Up» - Ariana Grande
- 2015. «Hands Of Love» - Miley Cyrus
- 2015. «Can't Let Go» - Adele

## Discografia

### In Flight
Interscope Records (16 de setembre de 1996), publicació pròpia.
In Flight és el primer àlbum solista publicat el 1996 per Linda Perry.

### After Hours
Rockstar Records (20 de febrer de 1999)
After Hours és el seu segon àlbum solista publicat el 1999.

### In Flight
Republicat el 2005 per Custard Records i Kill Rock Stars.